# Paraglyphesis monticola
Paraglyphesis monticola là một loài nhện trong họ Linyphiidae.
Loài này thuộc chi Paraglyphesis. Paraglyphesis monticola được Kirill Yuryevich Eskov miêu tả năm 1991.